# DUNS
Data Universal Numbering System skraćeno DUNS ili D-U-N-S je univerzalni sustav numeriranja podataka koji je razvio i njime upravlja Dun & Bradstreet (D&B). DUNS broj je jedinstveni deveteroznamenkasti numerički identifikator koji se dodjeljuje svakom poslovnom subjektu, neprofitnoj organizaciji ili drugom pravnom obliku. 
Predstavljen je 1963. godine kao podrška kreditnom izvještavanju, a kasnije je postao standard u cijelom svijetu. Korisnici DUNS-a su između ostalog Europska komisija, Ujedinjeni narodi, američka vlada, Apple i niz ostalih državnih agencija i privatnih kompanija. Više od 50 svjetskih udruga industrije i trgovine priznaje, preporučuje ili zahtijeva DUNS broj. D&B baza podataka sadrži preko 500 milijuna zapisa širom svijeta.